# Малый Ермак
Малый Ермак — деревня в Татарском районе Новосибирской области. Входит в Козловский сельсовет.

## География
Площадь деревни — 81 гектар.

## Население
| 2002 | 2007 | 2010 |
| ---- | ---- | ---- |
| 147  | ↘130 | ↘121 |

## Инфраструктура
В деревне по данным на 2007 год функционируют 1 учреждение здравоохранения и 1 учреждение образования.